# گرگان (شهر باستانی)
 جُرجان یکی از شهرهای باستانی ایران است که امروزه بقایای آن در شهر گنبد کاووس استان گلستان برجای مانده‌است. این شهر در دورهٔ اسلامی، همواره در یکی از دو سرزمین طَبَرستان یا خراسان بود. جرجان نزدیک به یک سده منطقه‌ای حائِل میان اسپهبدان طبرستان و مهاجمان عرب بود.
این شهر باستانی که در دورهٔ شاهنشاهی ساسانی و همچنین سَده‌های چهارم تا هفتمِ هجری یکی از آبادترین شهرهای ایران بوده، حدود ۱۵ کیلومتر مربع مساحت دارد و در حاشیهٔ جنوب غربی شهر گنبد کاووس امروزی قرار گرفته‌است. محوطهٔ باستانی جرجان بین ۲ رودخانهٔ گرگان‌رود و چهل‌چای واقع شده و این رودخانه‌ها در شکل‌گیری آن مؤثر بوده‌اند. این شهر در بیش از هزار سال قبل، از فاضلاب شهری، خیابان‌های سنگفرش و سیستم آبرسانی بهره می‌برده‌است.
جرجان پس از حملهٔ مغول در سدهٔ هفتم هجری از رونق افتاد و نهایتاً با حملهٔ تیمور به کلی از بین رفت. البته زمین‌لرزه‌های سده‌های نهم و دهم هجری نیز در ویرانی آن مؤثر بودند. برج گنبد قابوس تنها اثر باقی‌مانده از جرجان باستانی است. این شهر با شمارهٔ ۴۰ در سال ۱۳۱۷ خورشیدی، ۷۲۶ در سال ۱۳۴۵ خورشیدی در فهرست آثار ملی ایران به ثبت رسیده و در سال ۱۳۹۷ خورشیدی از سوی میراثِ فرهنگی به عنوان «پایگاه ملی» انتخاب شده‌است.

## تاریخچه

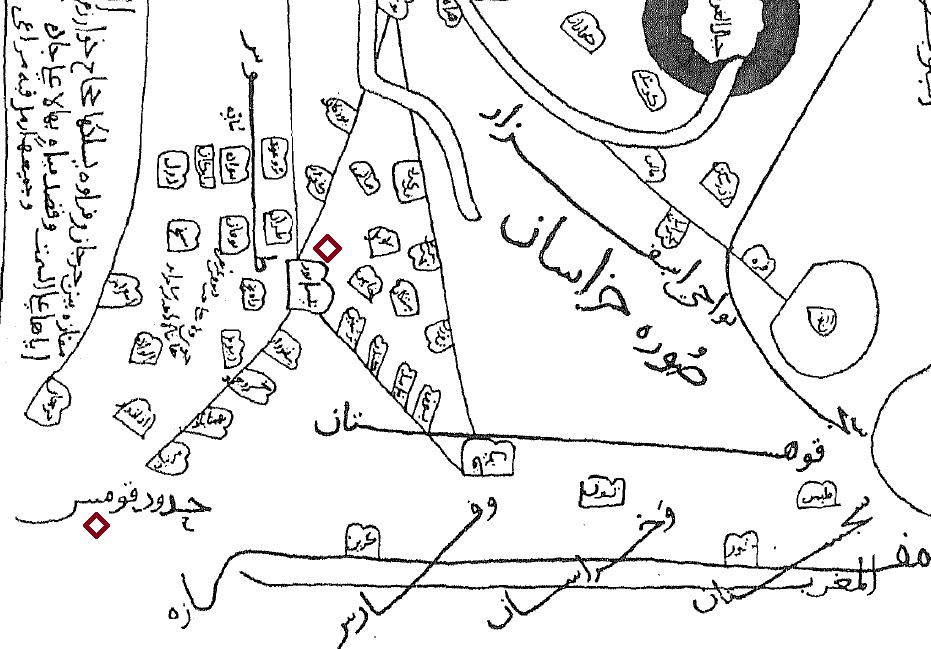
نام جرجان در کتاب صورة الارض اثر ابن حوقل

پس از فتح نهاوند، گرگان در زمان عمر خلیفه دوم، به دست سُوَید بن مُقَرِّن گشوده شد و فرمانروای گرگان با پرداخت دویست هزار درهم صلح را پذیرفت. اما در ۹۸ هجری بر اثر شورش اهالی جرجان، به نوشتهٔ محمد بن جریر طبری، یزید بن مهلّب سوگند خورد که با خون اهالی گرگان آسیاب بگرداند و جَهْم بن زَحْر بن قیس جُعْفی را مأمور حمله به گرگان کرد.
به نوشتهٔ بلاذری، جهم پس از کشتار بسیار، بر مردم شهر جزیه و خراج وضع کرد و رفتاری سخت با ایشان در پیش گرفت. به نوشتهٔ سهمی مؤلف تاریخ گرگان، یزید بن مهلّب پس از گشودن شهر گرگان، بارویی گرداگرد آن ساخت و طرح بنای چهل مسجد را ریخت و مسجدی به نام خود ساخت. وی همچنین نوشته‌است که در ۱۴۲ هارون الرشید و در ۲۰۳ مأمون همراه با رضا وارد شهر گرگان شدند. به نوشتهٔ ابن اسفندیار، در ۳۱۰ شهر گرگان یا جرجان، دارالملک ابوالحسین پسر ناصر کبیر (حسن اُطروش)، از سادات علویان طبرستان بود.
در دوران زیاریان جرجان شهر مهمی به حساب می‌آمد. پس از آن که مرداویج زیاری درگذشت، قلمرو امیران بعدی این سلسله محدود شد و وشمگیر زیاری و فرزندانش در جرجان به حکومت بر طبرستان، قومس و دیلم می‌پرداختند.
در حدودالعالم آمده‌است:
گرگان شهری است مر او را ناحیتی بزرگ است و سوادی خرم و کشت و برز بسیار و نعمت فراخ [دارد] و سرحد میان دیلمان و خراسان… شهر به دو نیم است، شهرستان است و بکرآباد، و رود گرگانرود کز طوس برود، به میان این هر دو نیمه بگذرد…
ابودلف خزرجی در ۳۴۱ از گرگان بازدید کرده و آن را شهری زیبا در کنار رود بزرگی میان کوه و دشت و خشکی و دریا وصف کرده‌است و می‌گوید:
در آنجا خرما، ترنج و زیتون و گردو و نیشکر و انار می‌روید و ابریشم بسیار عالی تولید می‌شود و سنگ‌های قیمتی دارد.
مقدسی نیز در سده چهارم شهر گرگان را با بازارها و کاروانسراهای زیبا وصف کرده و از محصولات آن نارنج و ترنج و عناب و خربزه و انجیر و خرما و زیتون و انار و حلوای نیکو را برشمرده و از ماهی شگفت‌انگیز و خوشمزهٔ آن یاد کرده‌است. مسجد آن را زیبا و دارای دکان (نیمکت و کرسی سنگی یا آجری) و منبر یافته که خطیب حنفی‌مذهب دارد. او قسمت دوم شهر را بَکْرآباد نوشته‌است که به شهر چسبیده و میان این قسمت نهری با پل‌ها قرار دارد و گورستان بزرگی در پشت نهر دیده می‌شود.
ابن اسفندیار بنای شهر را به «گرگین میلاد» نسبت می‌دهد. مساحت آن چهار فرسنگ و مدت‌ها نشست‌گاه مرزبانان طبرستان بوده‌است.
حمداللّه مستوفی بنای شهر را به نبیره سلطان ملکشاه نسبت می‌دهد، اما ظاهراً شهر در دورهٔ سلجوقی بازسازی شده‌است. همچنین به نوشتهٔ حمدالله مستوفی (نیمه اول سده هشتم)، جمعیت شهر گرگان در زمان آل بویه (۳۲۰–۴۵۴) بر اثر وبا و جنگ، نقصان فاحش یافت و در عهد مغول، مردم آن قتل‌عام شدند. به گفتهٔ وی، مردم گرگان اندک و شیعه مذهب بودند. وی دور باروی آن را هفت هزار گام می‌نویسد و از مزار اکابر آنجا از تربت محمد بن جعفر صادق، مشهور به گور سرخ، نام می‌برد. به نوشتهٔ یعقوبی در اواخر سده سوم، خراج ولایت گرگان به ده میلیون درهم می‌رسید. جرجان به تصرف طغرل، سلطان سلجوقیان، درآمد.
با حمله مغول به ایران در سده سیزدهم میلادی، شهر گرگان ویران شد و پس از آن هرگز شکوفایی پیشین خود را بازنیافت. این شهر پس از آن، از لحاظ سیاسی ضمیمهٔ طبرستان شد و تدریجاً استرآباد اهمیت بیشتری نسبت به دیگر شهرهای ناحیه پیدا کرد. ایل‌های ترکمن به نواحی جنوبشرقی دریای مازندران نفوذ کردند و از سده چهاردهم میلادی، ترک‌تبارها جای گرگانیان پیشین را گرفتند. در ۷۳۸ ولایت‌های گرگان و خراسان تحت اطاعت طغاتیمور از نواده‌های برادر چنگیز خان بود. پس از به قتل رسیدن طغاتیمور در ۷۵۴، گرگان به‌طور موقت به دست سربداران افتاد، اما طایفهٔ طغاتیمور و فرزندان او تا ۸۱۲ در جرجان و حوالی آن حکومت داشتند. در ۸۲۲ در دورهٔ تیموریان، ولایت جرجان محل رفت‌وآمد و از مراکز قشلاق مغولان بود.
شهر گرگان بر اثر جنگ‌های ویرانگر، هجوم اقوام ترک‌تبار و زمین‌لرزه‌ها تخریب شد. به‌نوشتهٔ امبرسز و ملویل، از زمین‌لرزه‌های بزرگ آن، زلزله ۸۷۴ بود که بر اثر آن دو هزار تن از سربازانی که در گرگان پناه گرفته بودند درگذشتند و بسیاری از اهالی شهر به بغداد کوچ کردند. در ۹۰۳ زمین‌لرزهٔ دیگری باعث فروریختن بیشتر خانه‌ها در گرگان شد و هزاران تن از شهروندان شهر جان باختند. سرانجام اهالی گرگان به حدود سه کیلومتری شهر که مکان مناسبی در کنار مقبرهٔ کاووس پسر وشمگیر یا همان گنبد کاووس بود، مهاجرت کردند. این آبادی به تدریج گسترش یافت و در اواسط دورهٔ رضاشاه، شهر گنبد قابوس (گنبد کاووس کنونی) جانشین شهر گرگان شد.
از مردان نامی گرگان باید از ابوسعید جرجانی، ریاضیدان و ستاره‌شناس سده سوم؛ ابوالحسن علی‌بن عبدالعزیز جرجانی، قاضی و ادیب سده چهارم؛ ابوبکر عبدالقاهر جرجانی، ادیب و نحوی سده پنجم؛ فخرالدین اسعد گرگانی، شاعر بزرگ سده پنجم؛ ابوالحسن بن محمد لامعی گرگانی، شاعر سده پنجم؛ اسماعیل بن حسین گرگانی، از پزشکان مشهور سده ششم؛ و میر سید شریف جرجانی، عالم و متکلم و ادیب سده هشتم و نهم نام برد.

## آب‌وهوا، محصولات و اهمیت تجاری
ناحیهٔ ورکانه که آب‌وهوای نیمه‌گرمسیری داشت، مانند مانعی بود که صحرای قره‌قوم و فراتر از آن، استپ‌های داهستان را در شمال‌غربی خود، از آب‌وهوای مازندران جدا می‌کرده‌است. گرگان که توسط رودخانه‌های گرگان و اترک تغذیه می‌شود، به روایت جغرافی‌دانان مسلمان، در اوایل دورهٔ اسلامی ناحیه‌ای حاصلخیز برای کشاورزی بوده‌است. ابریشم خام عمدهٔ محصول گرگان بوده و به روایت مقدسی، تا یمن نیز صادر می‌شده‌است. اما حدودالعالم پارچه‌های ابریشمی و منسوجات ابریشمی مشکی‌رنگ را به این شهر نسبت می‌دهد. این تولیدات تا زمان حملهٔ مغول و پس از آن ادامه یافتند. بنابر گفته ابن حوقل، بندر آبسکون، مهم‌ترین بندر دریای کاسپین، خروجی صادرات گرگان بوده و از این طریق، گرگان به ماوراءالنهر و سایر سرزمین‌های درامتداد ولگا متصل می‌شده‌است.

## محوطهٔ باستانی

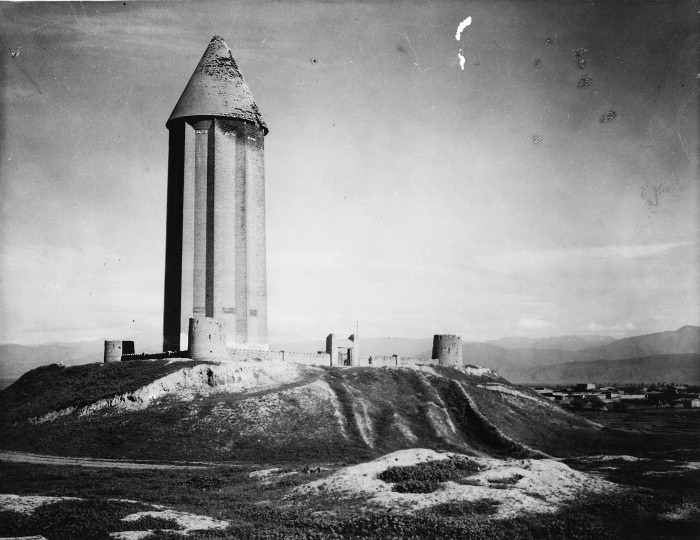
تصویری از برج گنبد قابوس و استحکامات دفاعی جرجان، پیش از بازسازی شهر توسط رضا شاه پهلوی.

محوطهٔ باستانی گرگان در سه کیلومتری مغرب گنبد کاووس کنونی قرار دارد. بنا بر گزارش‌های موجود، ترکمانان محلی در ۱۳۲۹ شمسی آثار تاریخی گرگان را پیدا کردند و تا ۱۳۴۵ از مصالح آن برای احداث بناهای جدید روستاییان استفاده می‌شد. بخشی از محوطه نیز زمین کشاورزی گردید. امروزه از ۱۲۰۰ هکتار مساحت شهر گرگان، ویرانه‌هایی در حدود ۱۵۰ هکتار به جای‌مانده‌است.
کاوش‌های علمی در ۱۳۵۰ آغاز شد و تا ۱۳۵۷ ادامه یافت. از مجموعهٔ آثار به دست آمده چنین برمی‌آید که شهر گرگان دارای دیوار یا حصارهای داخلی و خارجی و خندقی میان آن‌ها بوده و ارگ شش‌ضلعی آن در قسمت مرکزی شهر قرار داشته‌است. بناهای مذهبی، دولتی و همچنین کارگاه‌های صنعتی شهر در میان و اطراف ارگ بوده‌اند. خیابان‌های متعددی نیز در حفاری‌ها از زیر خاک بیرون آمد. این خیابان‌ها، با طرح شبکه‌بندی، از شمال به جنوب و از مشرق به مغرب امتداد داشته و تقریباً تمامی شهر را در بر می‌گرفته‌است. خیابان شمالی جنوبی، متعلق به دورهٔ سامانی بوده که در دورهٔ سلجوقی بازسازی شده‌است و آثار ساختمانی متعددی در طرفین آن دیده می‌شود.
در این کاوش‌ها بقایای چند اثر ساختمانی از دورهٔ سامانی و سلجوقی، با اتاق‌ها، چاه‌های متعدد، آبراهه و حوض‌های آجری و نیز مسجدی از دورهٔ سلجوقی با طرحی چهار ایوانی و اتاق‌های متعدد یافته شده‌است.
در این کاوش‌ها تعداد زیادی ظرف و اشیای سفالی، آبگینه، سکه، مصنوعات فلزی، کاشی و اشیای استخوانی که قدمت برخی از آن‌ها به دو تا سه هزار سال پیش از میلاد می‌رسد یافته شده‌است.
سفال‌های متعلق به شش دورهٔ تاریخی در این محوطه کشف شده‌است که عبارت‌اند از: دورهٔ ساسانی، اوایل اسلام تا اواخر دورهٔ سامانی، دورهٔ سلجوقی، خوارزمشاهی، ایلخانی، و تیموری تا صفوی. تنوع طرح و نقش و رنگ و لعاب، حاکی از تکامل هنر سفال‌سازی گرگان در این دوره‌ها و نشان‌دهندهٔ مناسباتِ این مرکز با مراکزی مانند ساری، آمل، نیشابور و سمرقند است. زیباترین و بزرگ‌ترین گروه سفالینه‌های کشف شده در جرجان که به اشیای زرین‌فام معروف و با ظروف زرین‌فام کاشان و ری قابل مقایسه‌اند، مشخصاً به سده ششم و هفتم تعلق دارند.